# سون گوچیانگ
سون گوچیانگ (انگلیسی: Sun Guoqiang؛ زادهٔ ۳۰ مهٔ ۱۹۷۴) بازیکن بیسبال اهل چین بود. در بازی‌های المپیک تابستانی ۲۰۰۸ شرکت کرده‌است.